# Lucebert
Lucebert, egentlig Lubertus Jacobus Swaanswijk (født 15. september 1924 i Amsterdam, død 10. maj 1994 i Alkmaar, Holland) var en hollandsk kunstner, der først blev kendt som digteren i COBRA-bevægelsen.
Han begyndte på Institut for Kunst og Håndværk i 1938 og deltog i COBRA-gruppens første udstilling på Stedelijk Museum i Amsterdam i 1949.

## Biografi
Luceberts talent blev opdaget, da han begyndte at arbejde for sin far efter skole. Efter et halvt år på kunstskole valgte han at være hjemløs mellem 1938 og 1947. I 1947 tilbød et franciskanerkloster ham tag over hovedet til gengæld for et stort vægmaleri. Men da nonnerne ikke kunne værdsætte hans arbejde, fik de det senere malet over med hvidt.
Lucebert tilhørte den hollandske litterære bevægelse De Vijftigers. De var, ligesom særligt den unge Lucebert, meget påvirkede af den europæiske avantgardebevægelse COBRA. Luceberts kunst giverer udtryk for et temmelig pessimistisk syn på verden.
Hans stærke personlighed appellerede til mange. Som en digter lagde han grunden til en revolutionerende nyskabelse af hollandsk poesi.
De fleste af hans digte blev indsamlet i samlingen Gedichten 1948-1965. Efter denne periode hvor han skrev poesi, arbejdede han for det meste på billedkunst, der blev kaldt figurativ ekspressionisme fra 1960'erne.
Luceberts sætning "Alles van waarde er weerloos" (Alle ting af værdi er forsvarsløse) fra digtet De zeer oude zingt (Den meget gamle synger).

## Udstillinger
- 1949 – International Udstilling af eksperimenterende kunst, Stedelijk Museum, Amsterdam, Holland
- 1959 – Stedelijk Museum, Amsterdam, Holland
- 1961 – Stedelijk van Abbe-Museum, Eindhoven, Holland
- 1963 – Staedtlische Kunstgalerie, Bochum, Tyskland
- 1963 – Marlborough New London Gallery, London
- 1964 – Museum Boymans-van Beuningen, Rotterdam Kunsthalle Baden-Baden
- 1964 – Documenta 111, Kassel, Tyskland
- 1969 – Stedelijk Museum, Amsterdam
- 1969 – Kunsthalle Basel, Schweiz – med Karel Appel og Tajiri
- 1977 – Stedelijk Museum, Amsterdam, Holland
- 1982 – Kunsthalle, Mannheim, Tyskland
- 1983 – Kunstverein Hochrhein, Bad Säckingen, Tyskland
- 1984 – Stedelijk Museum, Amsterdam, Holland
- 1985 – Rai, Kunstmesse Amsterdam, Holland
- 1987 – Stedelijk Museum, Amsterdam, Holland
- 1988 – Kunstmuseum Winterthur, Kunstverein Freiburg i.Br., Tyskland
- 1988 – Landesmuseum Oldenburg, Galerie im Taxispalais, Innsbruck, Østrig
- 1989 – Kunsthalle zu Kiel, Tyskland
- 1989 – Städtische Kunstgalerie, Bochum, Tyskland
- 1989 – Kunsthaus Grenchen, Grenchen, Schweiz

## Priser
- 1954 – Litteraturpris fra byen Amsterdam
- 1959 – "Middelhavs-prisen", Paris-Biennalen
- 1962 – 2. "Marzotto Prize"
- 1964 – "Carlo Cardazzo" pris på 32. Biennale i Venedig, Italien
- 1965 – "Constantijn Huygens-prisen"
- 1968 – "PC Hooft Prisen" – (statslig hollandsk litteraturpris)
- 1983 – "Prijs der Nederlandse Letteren" (Pris for hollandsk litteratur)